# Поли (фильм)
«Поли» (англ. Paulie) — американский фильм 1998 года, снятый режиссёром Джоном Робертсом.

## Сюжет
Михаил Беленков, бывший преподаватель литературы, эмигрировал в США из России. Он устраивается работать в качестве уборщика в институт по изучению животных. В подвале института Михаил замечает зелёного попугая Поли, сидящего в тёмной клетке под огромным замком. На вопрос Михаила своему коллеге: «Что это птица делает здесь?» ответа кроме как: «Не лезь не в своё дело» — не последовало.
Проходит несколько дней. Во время уборки помещений Михаил слышит чьё-то пение, доносящееся из подвала; как оказалось, это распевался Поли. Михаил понимает, что этот попугай особенный, и решает вывести его на разговор с помощью сочного манго. Ему это без труда удаётся, и птица заговорила, причём заговорила не просто бездумно повторяя слова, как это обычно делают попугаи, а именно отчётливыми предложениями со смыслом. Радостный Михаил тут же решает поделиться своими впечатлениями с учёными в институте, но когда он приводит их в подвал, Поли не произносит ни слова. Разочарованный Михаил, попавший в неудобную ситуацию, стал сетовать на своё одиночество, что ему не с кем поговорить, на что попугай предлагает свои услуги в качестве собеседника. Затем последовала долгая и интересная история о приключениях попугая Поли…
История началась с маленькой девочки по имени Мари Алуэзер. Её дедушка подарил ей маленького птенца попугая породы аратинга. Поли стал для Мари настоящим другом. Мари страдала заиканием, и Поли вместе с ней учил правильное произношение слов. Одним недостатком попугая было то, что он не умел летать и не желал этому учиться. В отличие от других попугаев Поли не только подражает, но и свободно может общаться с людьми на их языке. Его излишняя разговорчивость не довела до добра, поэтому он был выгнан на улицу. После неудачно сложившихся обстоятельств, когда Мари попыталась научить Поли летать, но в итоге выпала из окна и едва не разбилась, отец Мари увозит Поли из дома в другое место, заменив его рыжим полосатым котом. 
Сменив нескольких хозяев, Поли стал работать в качестве живого украшения одного ломбарда, болтая с клиентами и отбрасывая в их сторону шутки (зачастую не самые приличные). Одна пожилая женщина по имени Айви, заглянувшая в ломбард, решает купить Поли. Первым делом попугай просит её найти Мари, но, к сожалению, к тому времени Мари уже переехала на другой конец страны, а её старый дом, где она жила раньше, теперь продан и пустует. Айви многому научила Поли, они вместе с ним проехали полстраны, чтобы добраться до Мари. Но зрение Айви ухудшается, они прерывают своё путешествие и попугай проводит с ней вместе её последние дни, пока в конечном итоге её бездыханное тело не увозит карета скорой помощи. Оставшись в пустом одиноком трейлере, Поли решает сам преодолеть расстояние до Лос-Анджелеса, где живёт Мари, и наконец-то расправляет крылья и взлетает. 
Он добирается до пункта назначения и там знакомится с латиноамериканцем Игнасио, владельцем увеселительного заведения, у которого уже есть три таких же попугая (только других окрасов), умеющих петь и танцевать; вдобавок один из этих попугаев оказывается самкой по кличке Лупе, в которую Поли на время влюбляется. Игнасио ничего не знает о Мари, но, восхищённый талантом Поли, предлагает тому жить и работать у него. На новом месте попугай поначалу живёт в своё удовольствие, вместе с сородичами развлекая гостей по вечерам танцами и песнями под живую музыку. Однако потом к Игнасио приезжает вор Бенни, ранее уже видевший Поли в том самом ломбарде, откуда его забрала Айви, и предлагает хозяину продать ему птицу. Игнасио отказывается, и тогда Бенни идёт на хитрость: проникнув легально на очередную вечеринку как гость, он тайком звонит по телефону в полицию и просит стражей порядка приехать и разогнать якобы сходку латиноамериканских бандитов и нелегалов. Полицейские приезжают и арестовывают всех, включая Игнасио, а Бенни, улучив момент, похищает Поли и уходит восвояси.
Очередной хозяин и его подружка Руби хотят использовать Поли как соучастника в своих преступных целях, причём Бенни маскирует это благими намерениями, сказав попугаю, что без денег им не удастся разыскать Мари. Попугай соглашается и очень скоро блестяще осваивает новое ремесло. Смысл его работы заключается в следующем: он, сидя незамеченным на дереве напротив банкомата, должен запоминать пин-коды карточек, которые вводят прохожие для снятия наличных, и подавать знак стоящему неподалёку Бенни, чтобы тот потом смог посредством ловкого трюка украсть у прохожего карточку и дать попугаю обналичить её. Затея оказывается успешной и прибыльной, после чего Бенни решает попробовать своего помощника в другом направлении: он предлагает Поли забраться в чей-нибудь дом и выкрасть оттуда какую-либо драгоценность подлинного качества, тем более, что попугай, как оказалось, умеет отличать настоящие украшения от поддельных.
Ночью Поли попадает в один из домов, выбранный для ограбления, по дымоходу и начинает поиски драгоценности. В спальне хозяев он находит золотое колье, с трудом достаёт его клювом из шкатулки и собирается уже было ретироваться, как вдруг его неожиданно замечает бдительный внук хозяев, вооружённый игрушечным луком. Бенни пытается помочь своему пернатому компаньону сбежать через окно, но мальчик стреляет в него стрелой с присоской, окно закрывается и испуганный грабитель убегает прочь, а Поли остаётся внутри дома. Мальчик поднимает тревогу, дедушка просыпается и ловит обезумевшего от страха попугая-воришку.
Пойманного Поли относят в институт, где он сразу производит на директора Райнголда и сотрудников впечатление своим мастерством осмысленной речи. Директор обещает попугаю найти его хозяйку, а сам в это время хочет представить его на научной конференции как живой пример уникальных способностей животных. Но накануне этого события попугай случайно подслушивает телефонный разговор директора с кем-то из коллег, в ходе которого тот признаётся, что выяснил местонахождение Мари, но не станет отдавать ей птицу, так как последняя теперь принадлежит институту. Поли понимает, что его обманули, и решает нанести ответный удар: на конференции он сознательно начинает вести себя как самый обычный попугай, произнося фразы без смысла, а потом взлетает и открыто обвиняет директора в нарушении данного им обещания, обозвав его жуликом. Посрамлённый Райнголд приказывает сотрудникам схватить попугая и обрезать ему маховые перья на крыльях. Эта процедура причиняет Поли тяжёлую психологическую травму, вследствие чего он замолкает и перестаёт общаться с людьми, а потом из-за агрессивного поведения его и вовсе сажают в подвал, где его и находит Беленков.
...Впечатлённый до глубины души рассказом Поли, Михаил решает помочь ему. Он освобождает попугая из клетки, а затем они идут в кабинет Райнголда, чтобы там найти какие-либо сведения о Мари Алуэзер. Поиски не приносят результатов, но тут Беленков вспоминает, что у него в кармане завалялся листочек с какими-то инициалами, который он случайно нашёл в первые дни работы между страницами лежавшей на столе книги о попугаях, когда делал уборку в кабинете. Достав его, он сверяет написанное с уже имеющейся информацией и приходит к выводу, что им с Поли удалось выйти на след хозяйки попугая, после чего звонит по указанному адресу и сообщает Мари о том, что нашёл её пернатого друга. Тут появляется директор и требует от Беленкова объяснить своё присутствие в его кабинете, на что Михаил отвечает, что увольняется с работы, называет директора трусом и лжецом и заодно заявляет, что заберёт попугая с собой, дабы вернуть его законной хозяйке. Директор, сотрудники и охранники пытаются остановить Беленкова, но тот вместе с попугаем сбегает через окно лаборатории, попутно выпустив всех подопытных животных из клеток.
Найти новый адрес Мари беглецам не составило труда. На пороге её дома они встречают какую-то девочку, но та убегает, и Поли понимает, что обознался. Внезапно из дома выходит сама Мари, уже давно повзрослевшая и излечившаяся от заикания, узнаёт Поли и зовёт его к себе. Шокированный попугай поначалу не осмеливается (ведь он помнил хозяйку ещё девочкой, а теперь перед ним стояла уже взрослая женщина), но Мари начинает петь песенку из своего детства, и он, вспомнив всё, сам летит к ней на руки. Все счастливы, включая Беленкова, который решает навсегда остаться жить с Мари и Поли (тем более, что Мари напомнила ему его первую любовь).

## В ролях
- Джина Роулэндс — Иви
- Тони Шалуб — Миша Беленков
- Чич Марин — Игнасио
- Брюс Дэвисон — доктор Ринголд
- Хэлли Кейт Айзенберг — Мари Алуэзер в детстве
- Джей Мор — Поли (озвучивание)/Бенни
- Трини Альварадо — взрослая Мари Алуэзер
- Бадди Хэккетт — Арти
- Тиа Техада — Руби